# 小托马斯·迪克逊
小托马斯·F·迪克逊（Thomas F. Dixon, Jr.，1864年1月11日—1946年4月3日），美国作家。其作品站在南方立场，宣扬白人至上主义。在迪克逊的笔下，黑人只是一些“千条腿的野兽”，虚伪、懒惰、邪恶，是他们给美国南方带来了毁灭，而种族纯洁性是国家存亡的关键。
1902年发表的《豹斑》讲述查尔斯·加斯顿从以前的黑奴那里得到了父亲的剑，他认为黑人是美国的威胁，决心用剑保护国家。另一主角汤姆·坎普的女儿安妮结婚时，黑人士兵前来劫掠，坎普下令开枪，安妮在乱枪中死去。1915年发表的《同宗者》是当时的畅销书，后改编为电影《一个国家的诞生》。该书讲述16岁白人少女玛丽安被黑人强奸，只有自杀。那个黑人强奸犯后来被私刑处死。